# Mathias Strykowski
Mathias Strykowski (en polonais : Maciej Stryjkowski, en lituanien : Motiejus Strijkovskis, en latin : Matthias Strycovius), né vers le 21 mars 1547 et mort vers 1593, est un historien et poète polonais, considéré comme le premier historien de Lituanie grâce à sa Chronique de la Pologne, de la Lituanie, de la Russie, de la Prusse, de la Moscovie et de la Tartarie de 1582. Il a défendu l'indépendance de la Lituanie, a nié les droits des Polonais à la région de Podolie et de Volhynie.

## Biographie
Il fit ses études à Cracovie. Voulant se perfectionner dans la littérature grecque et latine, il voyagea en Asie, en Italie, en Allemagne et en France, où il rechercha la société de Budé, de Paul Manuce et des autres savants qui, travaillaient avec ardeur à l'entreprise humaniste. Étant rentré en Pologne, il fut nommé, par l'évêque de Samogilie, chanoine de Micdnice et archidiacre du diocèse. Tous les moments que ses devoirs ne demandaient point étaient consacrés à l'étude et à des recherches sur l'histoire. Sigismond II de Pologne, visitant la Lituanie, entendit parler de Strykovvski et de ses travaux. Il voulut le voir, et afin de s'attacher un homme si précieux, il le nomma conservateur des archives de la couronne. Strykowski passa le reste de ses jours à mettre en ordre et à étudier les documents confiés à sa garde.

## Œuvre

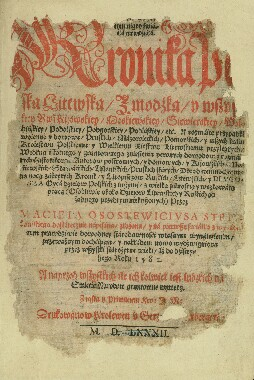
La page de couverture de ses Chroniques

Mathias Strykowski a écrit en polonais des Bucoliques, une Élégie sur la mort de Sigismond-Auguste, un Poème sur le couronnement de Henri, duc d'Anjou, la Vie des rois de Pologne, la Guerre des Turcs, à laquelle il avait été présent, un Traite sur la liberté de la nation polonaise, et enfin son œuvre majeure, une Histoire des peuples slaves, sous ce titre : Mathiœ Ossotowicy Slrykowskiego kronikaPolska, Litewska, Ruska, Pruska, Moskexvska, Tatarska (ou Chronique de la Pologne, de la Lituanie, de la Russie, de la Prusse, de la Moscovie et de la Tartarie), Kœnigsberg, 1582, in-f°. Pour composer ce grand ouvrage, Strykowski avait fait usage de douze chroniques manuscrits en langue lituanienne, de neuf en langue prussienne et livonienne, de cinq en langue polonaise, et d'une foule de manuscrits en langues russe, bulgare et slavonne. Il est le premier qui ait osé compulser ces documents des antiquités slavonnes. On doit regretter que sa chronique, fruit de sept ans de travail, et dont il ne fit tirer qu'un petit nombre d'exemplaires, soit devenue si rare et qu'on n'ait point pensé à la réimprimer. Dans sa préface, il avait promis de la publier encore en latin et en allemand ; il en fut empêché par le mauvais état de sa santé, par la difficulté de couvrir les frais de l'entreprise et sans doute aussi par la controverse pour plagiat qu'il eut à mener. On a noté, dans sa chronique, des erreurs chronologiques qu'on excuse facilement quand on pense combien il était difficile de mettre en ordre des manuscrits rédigés en tant de langues différentes et chez des peuples qui n'avaient reçu que depuis quelques siècles la religion chrétienne, et avec elle l'art d'écrire et les premiers éléments de la civilisation.

## Controverse contre Alessandro Guagnini
Le chroniqueur italien Alessandro Guagnini fit paraître, dans le même temps, en latin, une description de la Sarmatie européenne, avec une Chronique abrégée de la Pologne et de la Lituanie.
Strykowski réclama vivement contre cette publication ; prenant Dieu et sa conscience à témoin, que Guagnini ne savait pas écrire (lilterarum rudis) ; qu'ayant, comme gouverneur de Witepsk, des ordres à lui donner, il avait lâchement enlevé ses manuscrits, et qu'après y avoir fait quelques légers changements, il les avait publiés en latin. Ceux qui ont pu comparer l'une et l'autre chronique, assurent que c'est au fond le même ouvrage.
Le roi Étienne Báthory, dans le privilège qu'il signa à Vilnius (1580), en faveur de Strykowski, reconnaît que la description de la Sarmatie est l'ouvrage de cet auteur. Cependant l'italien Guagnini avait osé, deux ans auparavant, publier le travail qu'il avait si lâchement pillé. Passkowski fit paraître en polonais la chronique de Guagnini, avec quelques additions et sous les yeux de l'auteur ; c'est toujours l'ouvrage de Strykowski.

### Sources
- « Mathias Strykowski », dans Louis-Gabriel Michaud, Biographie universelle ancienne et moderne : histoire par ordre alphabétique de la vie publique et privée de tous les hommes avec la collaboration de plus de 300 savants et littérateurs français ou étrangers, 2e édition, 1843-1865 [détail de l’édition]